# شهرستان گرین لیک (ویسکانسین)
شهرستان گرین لیک، ویسکانسین (به انگلیسی: Green Lake County, Wisconsin) یک سکونتگاه مسکونی در ایالات متحده آمریکا است که در ویسکانسین واقع شده‌است.

## خصوصیات
شهرستان گرین لیک ۹۸۴٫۲ کیلومترمربع مساحت دارد.